# Trastorn de l'equilibri acidobàsic
El trastorn de l'equilibri acidobàsic és una anormalitat de l'equilibri normal d'àcids i bases del cos humà que fa que el pH plasmàtic es desviï del rang normal (7,35 a 7,45). En el fetus, el rang normal difereix en funció del vas umbilical que es pren la mostra (el pH de la vena umbilical és normalment de 7,25 a 7,45; el pH de l'artèria umbilical és normalment de 7,18 a 7,38). Pot existir en diferents nivells de gravetat, alguns poden posar en perill la vida.

## Classificació
Un excés d'àcid s'anomena acidosi o acidèmia, mentre que un excés de bases s'anomena alcalosi o alcalèmia. El procés que provoca el desequilibri es classifica en funció de la causa de l'alteració (respiratòria o metabòlica) i la direcció del canvi de pH (acidosi o alcalosi). Això produeix els quatre processos bàsics següents:
| procés                | pH    | CO2   | compensació |
| --------------------- | ----- | ----- | ----------- |
| acidosi metabòlica    | Baixa | Baixa | respiratori |
| acidosi respiratòria  | Baixa | Puja  | renal       |
| alcalosi metabòlica   | Puja  | Puja  | respiratori |
| alcalosi respiratòria | Puja  | Baixa | renal       |